# Paul Brickhill
Pour les articles homonymes, voir Brickhill.
Paul Chester Jerome Brickhill, né le 20 décembre 1916 à Melbourne et mort le 23 avril 1991 à Sydney, est un pilote de chasse et un romancier australien,,.

## Biographie
Né à Melbourne, troisième fils des cinq enfants du couple du journaliste George Russell Brickhill (1879-1965) et de Izitella Victoria née Bradshaw (1885-1966), Brickhill déménage avec sa famille à Sydney à l'âge de 11 ans. Il fait ses études au North Sydney Boys High School où il a pour camarade de classe et ami l'acteur Peter Finch.
Lors de la Seconde Guerre mondiale le 6 janvier 1941, Brickhill s'enrôle dans la RAAF. Sa formation en vol commence en mars 1941 à la Number 8 Elementary Flying Training School à Narrandera, en Nouvelle-Galles du Sud dans le cadre du plan d'entraînement aérien du Commonwealth britannique. Il a suivi une formation avancée de pilote de chasse au Canada et au Royaume-Uni avant d'être affecté au No. 92 Squadron RAF, une unité équipée de Supermarine Spitfires et faisant partie de la Desert Air Force en Afrique du Nord.
Le 17 mars 1943, abattu au-dessus de la Tunisie, Brickhill est fait prisonnier de guerre. Il est transporté par avion en Italie le 23 mars, puis envoyé par train en Allemagne. Après avoir été initialement détenu au Dulag Luft à Oberursel, une station centrale de réception et d'interrogation des aviateurs ennemis capturés pour la Luftwaffe, il est envoyé au Stalag Luft III, en Basse-Silésie, à 150 km au sud-est de Berlin, où il arrive le 4 avril 1943. Il s'est impliqué dans l'organisation de l'évasion du camp, d'abord en tant que guetteur, avant de se porter volontaire pour creuser le tunnel "Tom". Il développe une claustrophobie et, par conséquent, se voit finalement réaffecté et chargé de la sécurité. En raison de sa claustrophobie, il risque de paniquer et bloquer la fuite des autres derrière lui dans le tunnel, il n'est finalement pas autorisé à participer à la tentative d'évasion. À la suite de l'annonce d’exécution des évadés repris après l'évasion du camp, Brickhill décide de documenter l'événement après la guerre.
Après la fin de la guerre, il renoue avec le journalisme, travaillant comme correspondant basé à Londres pour Associated Newspapers. Pendant ce temps, en dehors de ses heures de travail, il rédige son premier manuscrit qui est accepté par l'éditeur Faber and Faber et publié en 1946, sous le titre Escape to Danger.
Après avoir travaillé pour Associated Newspapers pendant un certain temps, Brickhill retourne en Australie, prenant un poste de sous-rédacteur en chef au journal The Sun à Sydney.
Il a écrit de grands récits sur la Seconde Guerre mondiale tels que Vainqueur du Ciel (Reach for the Sky, 1954), racontant l'histoire de Douglas Bader, Les Briseurs de Barrages (The Dam Busters, 1954) qui relate des faits ayant eu lieu lors de l'Opération Chastise ou encore La Grande Évasion (The Great Escape, 1950),.
Brickhill a passé le reste de sa vie à travailler sur plusieurs scénarios de films inachevés, des romans et des biographies, mais n'a jamais été en mesure de répéter ses succès de 1949 à 1954.
En 1969, il retourne vivre de façon permanente en Australie. Il décède à Sydney, en Nouvelle-Galles du Sud, le 23 avril 1991, à l'âge de 74 ans,.